# مالاکاتین-تاس
مالاکاتین-تاس (انگلیسی: Malakatyn-Tas) یک کوه در یاقوتستان کشور روسیه است.